# Tadej Valjavec
Tadej Valjavec (Kranj, 14 marzo 1977) è un ex ciclista su strada sloveno con caratteristiche di scalatore, professionista dal 2000 al 2013.

## Carriera

### Esordi e Fassa Bortolo
Fin dalle categorie giovanili dimostra una preferenza per le gare a tappe; grazie alle sue doti in salita tra gli Juniores vince due volte il Giro di Basilicata, mentre tra i dilettanti nel 1999 si aggiudica il Girobio, Giro d'Italia riservato agli Under-26. Questo risultato gli apre le porte del professionismo: nel 2000 viene ingaggiato dalla Fassa Bortolo. Nella squadra italiana rimane fino al 2003 ma nelle grandi corse a tappe la presenza di altri corridori di punta non gli lascia quasi mai lo spazio per le ambizioni personali, cosicché si dedica spesso ai compiti di gregariato.
Tuttavia quando ha carta bianca riesce a cogliere buoni risultati, come dimostrano le vittorie alla Settimana Lombarda nel 2002 e nel campionato nazionale sloveno in linea nel 2003 e i piazzamenti in corse a tappe brevi ma importanti come il sesto e il terzo posto al Giro del Trentino nel 2002 e nel 2003 e il decimo e quinto al Tour de Suisse negli stessi anni. Anche in qualche corsa di un giorno Valjavec si fa vedere, come dimostrano il terzo posto al Giro di Toscana e il settimo al Giro dell'Appennino sempre nel 2003.

### Phonak
Nel 2004 si trasferisce alla Phonak Hearing Systems e, dopo il quarto posto al Tour de Romandie, corre il Giro d'Italia con i gradi di capitano. Nonostante l'impegno però non riesce ad impensierire eccessivamente i pretendenti al successo e chiude al nono posto. L'anno successivo torna al Giro d'Italia e questa volta si piazza quindicesimo, con un secondo posto di tappa a Livigno, inoltre si mette in mostra al Giro di Germania (sesto) e ancora una volta al Tour de Suisse (nono) e Tour de Romandie (decimo).

### Lampre e AG2R
Nel 2006 viene ingaggiato dalla Lampre-Fondital, soprattutto per assecondare le ambizioni nei grandi giri di Damiano Cunego, cosicché Valjavec antepone nuovamente gli interessi della squadra alle ambizioni personali e nonostante ciò riesce a concludere al sedicesimo posto il Tour de France. Il 2007 inizia bene, con buoni piazzamenti in alcune tappe e il terzo posto nella classifica finale della Ruta del Sol. Nello stesso anno vince per la seconda volta il campionato sloveno di ciclismo su strada. A luglio si posiziona diciannovesimo nella classifica finale del Tour de France. Al 31 dicembre 2007 conta tre vittorie da professionista.
Dal 2008 corre nell'AG2R La Mondiale, squadra francese del circuito ProTour. A luglio dello stesso anno corre un buon Tour de France, chiudendo al decimo posto finale, a 9 minuti e 5 secondi dal vincitore Carlos Sastre.
Il 4 maggio 2010, poco prima del Giro d'Italia 2010, il nome di Tadej Valjavec è tra quelli dei corridori con "valori del sangue irregolari" ed è quindi messo sotto inchiesta dell'Unione Ciclistica Internazionale. È stato provvisoriamente sospeso dalla sua squadra, l'AG2R. Il team Manager della squadra francese Vincent Lavenu ha dichiarato che qualora lo sloveno subisse sanzioni verrebbe licenziato. Valjavec ha proclamato di essere innocente.. A fine agosto è stato scagionato dalle accuse ed è tornato a correre con la AG2R.
Per la stagione 2011 Valjavec aveva firmato per il neonato team turco Manisaspor, ma il TAS su richiesta dell'UCI rivede la sua precedente decisione e infligge allo sloveno due anni di squalifica.
Torna a gareggiare con la squadra slovena Sava nel 2013, ritirandosi definitivamente al termine della stagione.

## Palmarès
- 1994 (Juniores)

1ª tappa Giro della Toscana Juniores
Classifica generale Giro della Toscana Juniores
Classifica generale Giro di Basilicata
- 1995 (Juniores)

Classifica generale Kroz Istru
Classifica generale Giro di Basilicata
- 1998 (Under-23)

Classifica generale Internationale Friedens- und Freundschaftstour
- 1999 (Under-23)

Classifica generale Girobio
Grand Prix de la Tomate
- 2002

Classifica generale Settimana Lombarda
- 2003

Campionati sloveni, Prova in linea
- 2007

Campionati sloveni, Prova in linea

## Piazzamenti

### Grandi Giri
- Giro d'Italia

2001: 30º
2004: 9º
2005: 15º
2006: 34º
2007: 13º
2009: 7º
- Tour de France

2006: 16º
2007: 18º
2008: 10º
- Vuelta a España

2002: 18º
2004: 26º
2009: 30º

### Classiche monumento
- Liegi-Bastogne-Liegi

2005: 51º
2006: 76º
2007: ritirato
2008: 90º
- Giro di Lombardia

2001: 24º
2003: 53º
2005: ritirato
2009: 20º
2010: ritirato

### Competizioni mondiali
- Campionati del mondo

Lisbona 2001 - In linea: 27º
Hamilton 2003 - In linea: 19º
Salisburgo 2006 - In linea: 46º
Mendrisio 2009 - In linea: 32º
- Giochi olimpici

Sydney 2000 - In linea: ritirato
Atene 2004 - In linea: 26º
Pechino 2008 - In linea: 34º

## Riconoscimenti
- Premio Italia under 23 nel 1999